# South America Glacier
South America Glacier är en glaciär i Antarktis. Den ligger i Östantarktis. Nya Zeeland gör anspråk på området. South America Glacier ligger 2 000 meter över havet.
Terrängen runt South America Glacier är varierad. South America Glacier ligger uppe på en höjd. Trakten är obefolkad. Det finns inga samhällen i närheten. 